# Don Meineke
Don Meineke (Dayton, 30 oktober 1930 - aldaar, 3 september 2013) was een Amerikaans basketballer.

## Carrière
Meineke speelde collegebasketbal voor de Dayton Flyers voordat hij in 1952 in de NBA-draft gekozen werd als 12e in de tweede ronde door de Fort Wayne Pistons. Hij werd in zijn eerste seizoen verkozen tot Rookie of the Year wat ook de eerste keer was dat deze werd uitgereikt. Hij werd in zijn eerste seizoen door overvloedige fouten ook geschorst tot een totaal van 26 wedstrijden wat ook een record was. Hij speelde bij hen tot in 1955 en tekende bij de Rochester Royals waar hij speelde tot in 1958.
Hij werd in 2008 opgenomen in de Ohio Basketball Hall of Fame.

## Erelijst
- Rookie of the year: 1953
- Ohio Basketball Hall of Fame: 2008[1]
- University of Daytona Athletic Hall of Fame: 2012[2]
- Atlantic 10 Legends Class

## Statistieken

### Regulier seizoen
| Seizoen | Team               | WG  | MPW  | 2P%  | FW%  | RPW | APW | PPW  |
| ------- | ------------------ | --- | ---- | ---- | ---- | --- | --- | ---- |
| 1952/53 | Fort Wayne Pistons | 68  | 33,1 | 38,1 | 78,3 | 6,9 | 2,2 | 10,7 |
| 1953/54 | Fort Wayne Pistons | 71  | 20,6 | 34,4 | 80,5 | 5,2 | 1,1 | 5,7  |
| 1954/55 | Fort Wayne Pistons | 68  | 15,1 | 37,2 | 70,0 | 3,6 | 0,9 | 5,8  |
| 1955/56 | Rochester Royals   | 69  | 18,1 | 37,2 | 78,0 | 4,6 | 1,5 | 7,1  |
| 1955/56 | Cincinnati Royals  | 67  | 11,8 | 35,6 | 64,7 | 3,4 | 0,6 | 4,9  |
| Totaal  | Totaal             | 343 | 19,8 | 36,7 | 75,6 | 4,7 | 1,3 | 6,8  |

### Play-offs
| Seizoen | Team               | WG | MPW  | 2P%  | FW%  | RPW | APW | PPW |
| ------- | ------------------ | -- | ---- | ---- | ---- | --- | --- | --- |
| 1952/53 | Fort Wayne Pistons | 8  | 28,4 | 37,5 | 68,2 | 3,3 | 1,3 | 7,5 |
| 1953/54 | Fort Wayne Pistons | 4  | 21,8 | 26,1 | 63,6 | 3,8 | 1,5 | 4,8 |
| 1954/55 | Fort Wayne Pistons | 11 | 14,7 | 45,0 | 92,0 | 4,4 | 0,8 | 5,4 |
| 1955/56 | Cincinnati Royals  | 2  | 16,0 | 9,1  | 75,0 | 5,5 | 0,5 | 4,0 |
| Totaal  | Totaal             | 25 | 20,3 | 35,1 | 75,0 | 4,0 | 1,0 | 5,8 |